# Marcjanowo (obwód grodzieński)
Marcjanowo (biał. Марцінова, Marcinowa; ros. Мартиново, Martinowo; pol. hist. Marcinowo) – chutor na Białorusi, w obwodzie grodzieńskim, w rejonie ostrowieckim, w sielsowiecie Ryteń, w pobliżu granicy z Litwą.

## Warunki naturalne
Chutor położony jest wśród lasów, w pobliżu jeziora Barańskiego i rzeki Klewel. Leży na terenie Rezerwatu Krajobrazowego Jeziora Soroczańskie.

## Historia
W dwudziestoleciu międzywojennym kolonia leżąca w Polsce, w województwie wileńskim, w powiecie święciańskim, w gminie Aleksandrowo/Żukojnie.
Po II wojnie światowej w granicach Związku Sowieckiego. Od 1991 w niepodległej Białorusi.